# Mate (đồ uống)
Mate, còn gọi là cimarrón (tiếng Tây Ban Nha) hoặc chimarrão (tiếng Bồ Đào Nha), là một loại đồ uống truyền thống của Nam Mỹ, có hàm lượng cao chất caffeine. Đây là thức uống quốc gia của Argentina và Uruguay, phổ biến ở cả Paraguay, vùng Gran Chaco của Bolivia, Nam Chile và Nam Brasil. Xa xôi hơn, Syria là nước nhập khẩu nhiều mate nhất, và đồ uống này cũng có mặt ở Liban.
Người ta pha thức uống này bằng cách ngâm lá cây Ilex paraguariensis (đã sấy khô và nghiền thành bột) vào nước nóng như kiểu pha trà, đựng trong quả bầu rỗng ruột rồi uống bằng ống hút kim loại. Ống hút truyền thống thường làm bằng bạc, còn các loại ống hiện đại sẵn có trên thị trường thường được làm bằng may so, thép không gỉ hoặc thân cây rỗng. Ống hút ngoài công năng để hút nước còn có tác dụng lọc bã lá khi uống. Những loại ống hiện đại được thiết kế dạng ống thẳng có nhiều lỗ hoặc có vạt lò xo để sàng lọc bã trà. Quả bầu chứa loại trà này được gọi là mate hoặc guampa.